# Geology
Geology (ISSN 0091-7613) es una revista científica de la Sociedad Geológica de América que se empezó a publicar en 1973. La GSA afirma que es la publicación científica más leída en el campo de las ciencias de la Tierra. Es una publicación mensual, incluyendo cada ejemplar unos 23 artículos de unas 4 páginas.
Para publicar un artículo se pide que sea innovador, provocativo (o que signifique un gran avance en su campo) y que interese a un grupo amplio de lectores. Se puede acceder gratuitamente a los Abstracts de sus artículos en su web. En el año 2008 ocupó el primer lugar en el ranking de factor de impacto de revistas de geología.

## Primer artículo publicado
- L. D. Kulm, K. F. Scheidegger, R. A. Prince, J. Dymond, T. C. Moore, Jr., & D. M. Hussong (1973). «Tholeiitic Basalt Ridge in the Peru Trench». Geology 1. 0091-7613, 11-14.